# Synlight

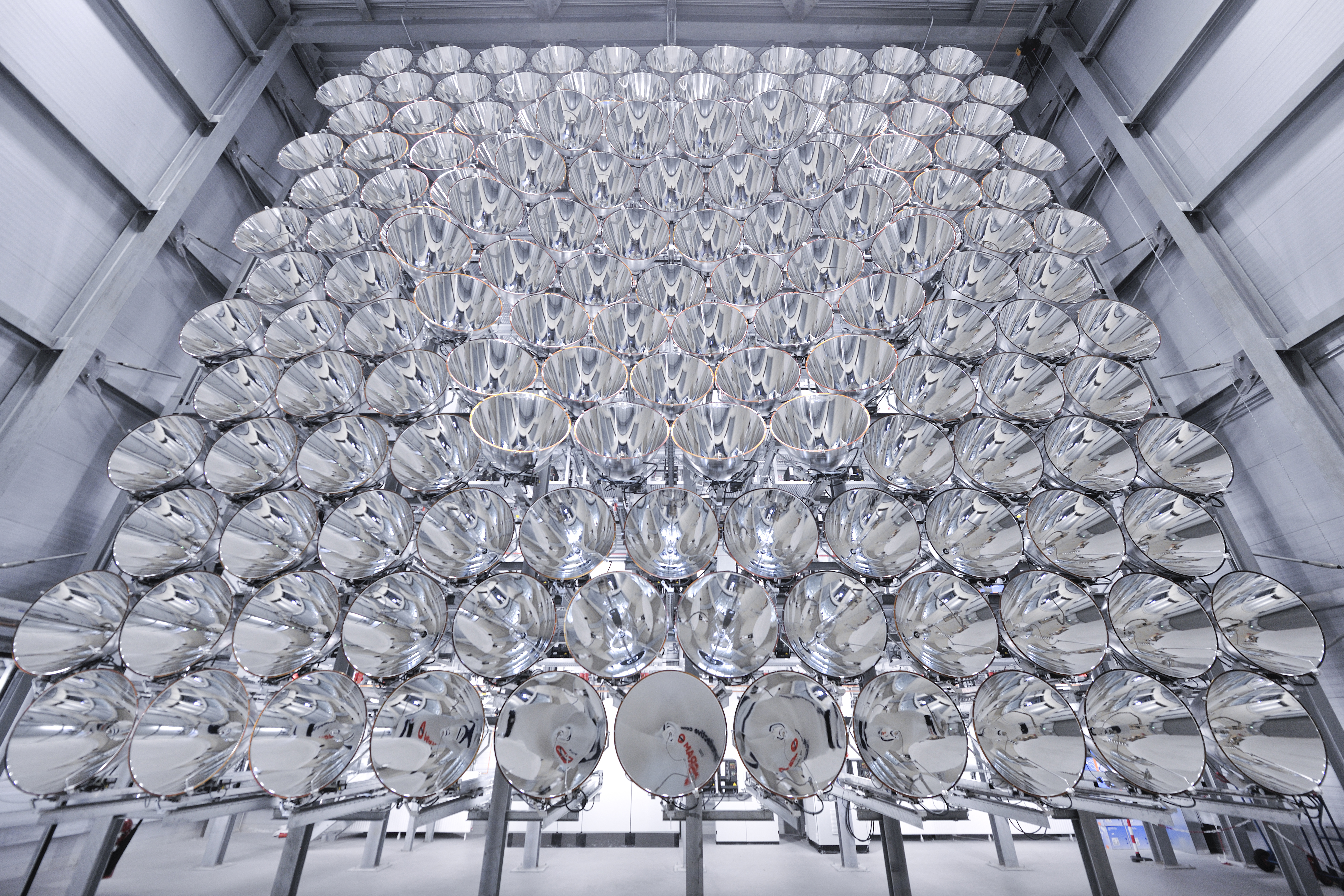
Synlight-„Sonne“

Synlight ist eine künstlich hergestellte Sonne, die mit Hilfe von Xenon-Hochleistungsstrahlern Kunstlicht zu Forschungszwecken erzeugt. Sie besteht aus 149 Strahlern, die jeweils eine Lichtleistung eines Großkino-Projektors haben. Das entspricht einer Lichtintensität von mindestens dem 10.000-Fachen der natürlichen Sonnenstrahlung.

## Entwicklung

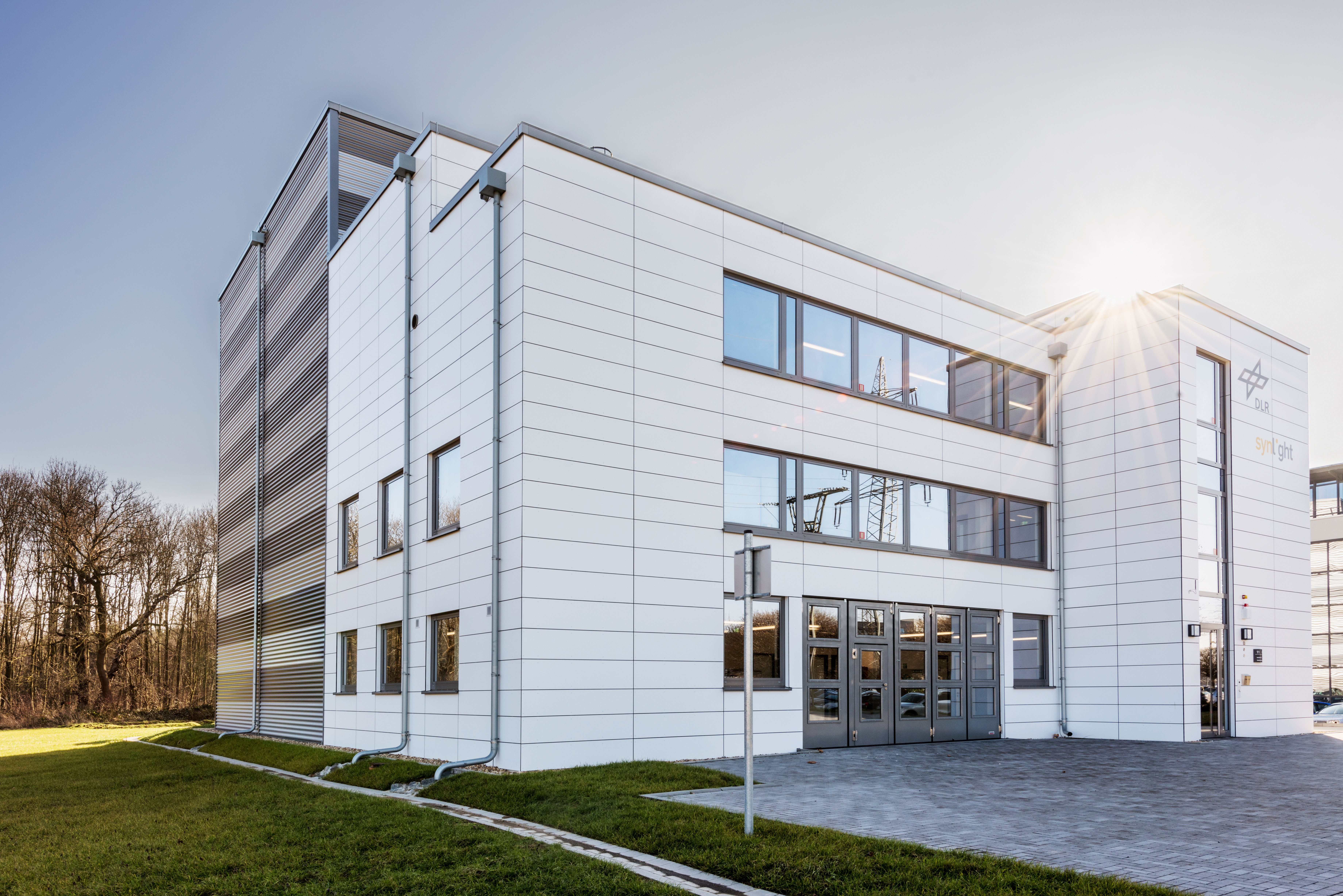
Gebäude, in dem sich der Versuchsaufbau befindet

Der Sonnenreaktor Synlight wurde von Wissenschaftlern des DLR-Instituts für Solarforschung in Jülich hergestellt und am 23. März 2017 erstmals in Betrieb genommen.

## Technische Daten
Mit 149 Xenon-Kurzbogenlampen werden Bestrahlungsstärken von 5 MW/m² und Temperaturen von bis zu 3000 °C erreicht.
Sie sind auf einer 14 mal 16 Meter breiten Fläche wabenförmig angeordnet. Die auf der Innenfläche verspiegelten Lampenschirme haben einen Durchmesser von jeweils 1 m.

## Wissenschaftliche Anwendungsgebiete
Mit Synlight sind Bestrahlungstests für Experimente im Weltraum möglich. Receiverbauteile für Solarkraftwerke können geprüft werden, außerdem sind großtechnische Experimente zur photochemischen Erzeugung von Feinchemikalien mit dieser Anlage möglich, auch neue Kraftstoffe auf Wasserstoffbasis lassen sich in Zukunft damit herstellen. Dabei geht es um die Entwicklung klimafreundlicher Treibstoffe für Flugzeuge.

## Kosten
Das Land Nordrhein-Westfalen unterstützte das Projekt mit 2,4 Millionen Euro, zusätzliche 1,1 Millionen Euro wurden vom Bundesministerium für Wirtschaft und Energie erbracht.
Damit beträgt der Aufwand umgerechnet fast 24.000 € pro Xenonlampe.